# RILP
RILP (англ. Rab interacting lysosomal protein) – білок, який кодується однойменним геном, розташованим у людей на 17-й хромосомі. Довжина поліпептидного ланцюга білка становить 401 амінокислот, а молекулярна маса — 44 200.
| 10         |  | 20         |  | 30         |  | 40         |  | 50         |
| ---------- |  | ---------- |  | ---------- |  | ---------- |  | ---------- |
| MEPRRAAPGV |  | PGWGSREAAG |  | SASAAELVYH |  | LAGALGTELQ |  | DLARRFGPEA |
| AAGLVPLVVR |  | ALELLEQAAV |  | GPAPDSLQVS |  | AQPAEQELRR |  | LREENERLRR |
| ELRAGPQEER |  | ALLRQLKEVT |  | DRQRDELRAH |  | NRDLRQRGQE |  | TEALQEQLQR |
| LLLVNAELRH |  | KLAAMQTQLR |  | AAQDRERERQ |  | QPGEAATPQA |  | KERARGQAGR |
| PGHQHGQEPE |  | WATAGAGAPG |  | NPEDPAEAAQ |  | QLGRPSEAGQ |  | CRFSREEFEQ |
| ILQERNELKA |  | KVFLLKEELA |  | YFQRELLTDH |  | RVPGLLLEAM |  | KVAVRKQRKK |
| IKAKMLGTPE |  | EAESSEDEAG |  | PWILLSDDKG |  | DHPPPPESKI |  | QSFFGLWYRG |
| KAESSEDETS |  | SPAPSKLGGE |  | EEAQPQSPAP |  | DPPCSALHEH |  | LCLGASAAPE |
| A          |  |            |  |            |  |            |  |            |

A: Аланін

C: Цистеїн

D: Аспарагінова кислота

E: Глутамінова кислота

F: Фенілаланін

G: Гліцин

H: Гістидин

I: Ізолейцин

K: Лізин

L: Лейцин

M: Метіонін

N: Аспарагін

P: Пролін

Q: Глутамін

R: Аргінін

S: Серин

T: Треонін

V: Валін

W: Триптофан

Кодований геном білок за функцією належить до фосфопротеїнів. 
Задіяний у таких біологічних процесах, як транспорт, транспорт білків, альтернативний сплайсинг. 
Локалізований у мембрані, цитоплазматичних везикулах, лізосомі, ендосомах.